# 合富輝煌
合富輝煌集團控股有限公司，簡稱合富輝煌集團控股 、合富輝煌集團，以及合富輝煌（英語：HOPEFLUENT GROUP HOLDINGS LIMITED，港交所：0733），於1995年由主席扶偉聰、配偶吳芸和扶敏創立名為「合富輝煌房地產置業有限公司」。
現時業務在國內經營一手物業代理服務、二手物業代理服務及物業管理服務。
該股份在2004年7月15日於港交所主板上市，招股價為1.58港元，發行新股為4860萬股，集資額為7700萬港元。總部位於中國廣州天河區林和西路1號國際貿易中心8樓及9樓，以及香港干諾道中200號信德中心西座36樓3611室。
2019年，合富輝煌以3.58億港元向碧桂園服務出售中國物業管理業務Sino Estate Holdings Limited及其附屬公司。

## 連結
- hopefluent.com（页面存档备份，存于）